# Timelapse (project)
Timelapse is een functie van Google Earth Engine dat de ontwikkeling van de aarde over de laatste 25 jaar laat zien. Google creëerde deze interactieve HTML5-animaties in samenwerking met de USGS, de NASA en TIME. Timelapse combineert meer dan twee miljoen afbeeldingen die werden genomen door Landsat-satellieten. De samenwerking met USGS om dit historisch archief te maken begon in 2009. Uit de 2 miljoen foto's werden die met de hoogste kwaliteit gekozen. Deze foto's werden dan op hun beurt voor ieder jaar sinds 1984 en voor iedere plaats op aarde gecompileerd tot een afbeelding van de hele aarde. Tot slot werd er samengewerkt met het 'Create lab' van Carnegie Mellon University om van deze jaarlijkse 'aardafbeeldingen' een naadloze opzoekbare HTML5-animatie te maken.

## Ontwikkeling
NASA lanceerde de eerste Landsat-satelliet in 1972. Later volgden nog zeven soortgelijke satellieten (de meest recente in februari 2013). Ze maakten miljoenen foto's. Aanvankelijk werden deze foto's publiekelijk verkocht. In 2008 oordeelde de Amerikaanse overheid echter dat ze voor iedereen gratis zouden moeten zijn. Dit trok de aandacht van Google. Google Maps en Google Earth waren weliswaar populair bij de doorsnee 'webgebruiker', wetenschappers vonden deze satellietbeelden echter te beperkt. Ze beeldden namelijk slechts af hoe iets eruitziet op één moment op één dag. De Landsatcamera's bezochten hetzelfde stukje planeet gemiddeld om de zestien dagen. Dit maakte het mogelijk om, mits rangschikking van voldoende afbeeldingen, bewegende beelden te creëren die de veranderingen van de planeet weergeven.
In 2009 vergaderde Google met Tom Loveland, een vooraanstaand wetenschapper bij het USGS. Ze kwamen tot een deal en de afbeeldingen konden verwerkt worden tot kaarten en minifilmpjes, bestemd voor overheden en onderzoekers wereldwijd.
Google begon met publiek-private samenwerkingen en de Mexicaanse overheid vroeg hun een kaart samen te stellen die zou aantonen hoeveel vegetatie nog intact was en hoeveel verdwenen. De opdracht werd volbracht in één werkdag. Uiteindelijk lanceerde Google de nieuwe toepassing onder de naam 'Timelapse'.

## Resolutie
Eén wolkenvrije timelapsekaart is geconstrueerd uit een jaar aan Landsatsatellietdata. Er zijn 9.000 discrete beelden voor nodig. De Landsatsatellieten bevinden zich op 705 km (438 mijl) van de aarde. De jaarlijkse 1,7 terapixelsnapshot heeft dan ook een resolutie van 30 meter. Dat wil zeggen dat één Landsatpixel 30 m² groot is. Deze 'superpixels' worden nadien gecomprimeerd om in een foto van normale grootte te passen.

## Voorbeelden
Hieronder volgen een aantal voorbeelden van animaties:
- De groei van Las Vegas.
- Ontbossing van het Amazonewoud.
- De groei van de koolmijnen van Wyoming.
- Het smelten van de Columbiagletsjer.
- Irrigatie van Saoedi-Arabië.
- Uitbreiding van de kustlijn van Dubai.
- Het opdrogen van het Urmiameer.
- Het opdrogen van de Aralzee.